# Travexin
Travexin  est une ancienne commune française du  département des Vosges, rattachée à Cornimont depuis 1833.

## Toponymie
Anciennes mentions : hameau de Travexin (1711), Communauté de Travexin (1790), Travexain (an II).

## Histoire
Travexin est cité au XVIIIe siècle par Nicolas Durival comme étant un hameau du ban de Vagney et dépendant du bailliage de Remiremont. Il constitua ensuite en 1790 une commune du canton de Cornimont ; cette commune a été supprimée par ordonnance du 18 mai 1833.

## Démographie
| 1793 | 1800 | 1806 | 1821 | 1831 |
| ---- | ---- | ---- | ---- | ---- |
| 181  | 175  | 159  | 166  | 200  |

## Lieux et monuments
- Église du Sacré-Cœur de Travexin